# Feel My Heart
Singles de Every Little Thing
Future World
(1996)
Feel My Heart est le premier single du groupe Every Little Thing, sorti en 1996.

## Genèse
Le single, écrit, composé et produit par Mitsuru Igarashi, sort le 7 août 1996 au Japon sur le label Avex Trax, au format mini-CD single de 8 cm de diamètre (alors la norme pour les singles dans ce pays). Il atteint la 24e place du classement des ventes de l'Oricon, et reste classé pendant quatorze semaines. 
Le single ne contient qu'une chanson, dans quatre versions différentes : sa version originale, sa version instrumentale, et deux versions remixées dont une par Dave Rodgers.
La chanson-titre est utilisée comme thème musical pour une publicité et comme générique de fin pour l'émission télévisée Countdown TV. Elle figurera dans une version remaniée ("Album Mix") sur le premier album du groupe, Everlasting qui sortira huit mois plus tard, puis dans sa version d'origine sur sa première compilation Every Best Single +3 de 1999. Elle sera à nouveau remixée sur les albums de remix The Remixes de 1998, Euro Every Little Thing de 2001, et ELT Trance de 2002...

## Liste des titres
La chanson originale est écrite, composée et arrangée par Mitsuru Igarashi.
| CD    | CD                                    | CD    | CD | CD | CD | CD | CD | CD | CD |
| No    | Titre                                 | Durée |    |    |    |    |    |    |    |
| ----- | ------------------------------------- | ----- | -- | -- | -- | -- | -- | -- | -- |
| 1.    | Feel My Heart                         | 4:26  |    |    |    |    |    |    |    |
| 2.    | Feel My Heart (Dave Rodgers Euro Mix) | 4:39  |    |    |    |    |    |    |    |
| 3.    | Feel My Heart (Club Mix)              | 6:29  |    |    |    |    |    |    |    |
| 4.    | Feel My Heart (Instrumental)          | 4:24  |    |    |    |    |    |    |    |
| 19:41 |                                       |       |    |    |    |    |    |    |    |